# Michiel Stroink
Michiel Stroink (1981) is een Nederlandse schrijver van romans en scenario's. Stroink studeerde journalistiek en literatuurwetenschappen in Utrecht.
In 2012 debuteerde Stroink met Of ik gek ben. Deze roman werd in 2016 verfilmd door Frank Lammers. In 2013 bracht Stroink de roman Tilt uit, waarvoor hij de Dioraphte Publieksprijs kreeg.
Het boek De notaris en het meisje (2017) kwam terecht op de longlist van de Libris Literatuur Prijs.
In 2020 schreef Stroink het scenario voor de film Groeten van Gerri, een tragikomische speelfilm over een scheikundeleraar die opbloeit tijdens de quarantaine van de Coronapandemie.
In 2021 bedacht en schreef Stroink het theaterconcept Taste, dat gaat over een chef-kok die zijn smaak verliest.

## Filmografie
- 2020: Groeten van Gerri, Millstreet Producties
- 2021: Herrie in Huize Gerri, Millstreet Producties

## Theater
2021: Taste, Taste Productions